# Rosemarie Whyte
Rosemarie Whyte (ur. 8 września 1986) – jamajska lekkoatletka, sprinterka specjalizująca się w biegu na 400 metrów, brązowa medalistka olimpijska z Pekinu i Londynu w sztafecie 4 x 400 metrów.

## Sukcesy
| Rok  | Zawody               | Miejsce | Wynik | Konkurencja        | Czas    |
| ---- | -------------------- | ------- | ----- | ------------------ | ------- |
| 2008 | Igrzyska olimpijskie | Pekin   | 7.    | bieg na 400 m      | 50,68   |
| 2008 | Igrzyska olimpijskie | Pekin   |       | sztafeta 4 x 400 m | 3:20,40 |
| 2009 | Mistrzostwa świata   | Berlin  |       | sztafeta 4 x 400 m | 3:21,15 |
| 2011 | Mistrzostwa świata   | Taegu   |       | sztafeta 4 x 400 m | 3:18,71 |
| 2012 | Igrzyska olimpijskie | Londyn  | 8.    | bieg na 400 m      | 50,79   |
| 2012 | Igrzyska olimpijskie | Londyn  |       | 4 x 400 m          | 3:20,95 |

### Rekordy życiowe
- bieg na 100 m – 11,60 (2006)
- bieg na 200 m – 22,74 (2009)
- bieg na 400 m – 49,84 (2011)

Whyte jest rekordzistką kraju w sztafecie 4 x 400 metrów – 3:18,71 (2011).